# Civic Center (San Francisco)
Pour l’article homonyme, voir Civic Center.
Le Civic Center est un quartier de San Francisco en Californie. Il correspond à quelques blocs situés au sud du Tenderloin, à l'intersection de Market Street et de Van Ness Avenue. Il abrite plusieurs bâtiments administratifs, politiques et culturels, organisés autour de deux places : Civic Center Plaza et United Nations Plaza. L'architecture de l'ensemble est de style classique.

## Monuments et bâtiments intéressants
- hôtel de ville de San Francisco : inauguré en 1915, il a été construit par Arthur Brown, Jr., qui dessina également d'autres bâtiments publics de San Francisco. Son architecture est de style Beaux-Arts. Il est surmonté d'un dôme qui est le cinquième plus grand du monde[1]. Le bâtiment actuel remplace l'ancien hôtel de ville qui a été dévasté après le tremblement de terre de 1906 à San Francisco.

L'hôtel de ville s'étend sur une surface de 46 000 m2 et occupe deux blocs entiers du Civic Center de San Francisco. Sa façade s'étire le long de Van Ness Avenue et de Polk Street sur 119 mètres. Les deux autres côtés qui s'ouvrent sur Grove Street et McAllister Street, mesurent 82 mètres. Le dôme imite celui des Invalides à Paris, dessiné au XVIIe siècle par Jules Hardouin-Mansart. Il s'élève à 94 mètres au-dessus du sol et son diamètre est de 20 mètres. Le tremblement de terre de Loma Prieta en octobre 1989 endommagea la structure du bâtiment et le dôme se décala de 102 mm de sa base. Depuis, des travaux ont été réalisés afin de renforcer l'édifice et de le rendre résistant aux séismes.
- Cour suprême de Californie
- Bibliothèque de San Francisco
- War Memorial Opera House, où la Charte des Nations unies a été signée en 1945, ainsi que le Traité de San Francisco en 1951.
- Davies Symphony Hall (en)
- Herbst Theater
- Musée d'Art asiatique de San Francisco
- California Automobile Association Building (en)
- Hastings College of the Law